# エリュクス
エリュクス（古代ギリシア語: Ἔρυξ / Eryx）は、ギリシア神話の人物である。ブーテースとアプロディーテーの子、あるいはポセイドーンの子ともいわれ、シケリア島西部のエリュモイ人（エリミ人）の王といわれる。シケリア島の古代都市エリュクス（現在のトラーパニ県エリーチェ）および街が立地していたエリュクス山（現在のサン・ジュリアーノ山）の名前の由来となっている。

## 神話

### 誕生
父のブーテースはアルゴナウタイの1人で、セイレーンの歌声に魅了され、アルゴー船から海に飛び込んでセイレーンの島に泳いで行ったが、アプロディーテーはブーテースを救って、シケリア島西端のリリュバイオンに連れて行った。エリュクスはこの2人の子といわれる。
シケリアのディオドーロスはブーテースを土地の王だと述べている。アプロディーテーの子であるエリュクスは人々から尊崇され、成長して王となり、エリュクス市と、山上にアプロディーテー・エリュキーネー（エリュクスに坐すアプロディーテー）の聖域を創建した。

### ヘーラクレースとの勝負
ヘーラクレースはゲーリュオーンの牛の群れを奪って帰る途中にイタリアを通ったが、そのとき1頭の牡牛がレーギオン（現在のレッジョ・ディ・カラブリア）から海を渡ってシケリア島にいたり、エリュクスの土地に迷い込んだ。これを見たエリュクスは牡牛を自分の家畜の中に入れた。一方、ヘーラクレースはシケリア島にやって来て、逃げた牡牛を発見し、エリュクスに返還を求めた。そこでエリュクスはレスリングで自分に勝つことができたら牡牛を返すと約束し、3度挑んだがいずれも敗れ、殺された。エリュクスの遺体は山に葬られ、その地はエリュクスにちなんでエリュクス山と呼ばれるようになった。
パウサニアースによると、エリュクスはシケリア島に渡って来たゲーリュオーンの牡牛を見て大変に気に入ってしまい、自分の土地と相手の牛の群れとを賭けたレスリングの勝負を挑み、殺された。その後、ヘーラクレースはエリュクスの娘プソーピスと交わってアルカディア地方に連れて行き、客人リュコルタースに預けた。その後プソーピスはヘーラクレースの子エケプローン、プロマコスを生んだ。2人は成長して土地の名を母の名プソーピスに改め、プソーピスにアプロディーテー・エリュキーネーの聖域を創建した。
シケリアのディオドーロスによると、エリュクスはシケリア島を1周しようとしたヘーラクレースと出会い、牛の群れと土地を賭けた勝負を挑んで敗れ、土地を失った。しかしヘーラクレースはエリュクスの領地を自分の子孫がやって来るときまで土地の人間に預けて去った。後世、この伝説を信じたヘーラクレイダイのスパルタ王家出身のドーリエウスは、エリュクスに植民しようとしたが果たせずに死んだといわれる。